# Oppidum des Baou de Saint-Marcel
L’oppidum des Baou de Saint-Marcel est un site d'habitation Ségobrige fortifié celto-ligure, fondé au premier quart du VIe siècle av. J.-C. et abandonné au dernier quart du IIe siècle av. J.-C. Il est situé dans le quartier de Saint-Marcel, dans le 11e arrondissement de Marseille.

## Localisation
L'oppidum des baou de Saint-Marcel est localisé sur le territoire de la commune de Marseille, à sept kilomètres environ du Lacydon (Vieux-Port). Il se situe entre la chaîne de l'Étoile au nord et le massif de Saint-Cyr au sud, au niveau d'un rétrécissement de la vallée de l'Huveaune. Il est implanté au sommet d'un plateau formé de tufs quaternaires, et à une altitude supérieure à 167 m. 
Cet habitat protohistorique s’étend sur une superficie de 3 ha environ. Il présente à l'ouest une falaise rocheuse abrupte, qui constitue une défense naturelle utilisée épisodiquement comme abri au Paléolithique. Les autres versants, en pente douce, sont protégés par une enceinte construite dès le deuxième quart du VIe siècle av. J.-C.

## Historique
Le site, connu de longue date, a été fouillé en 1930 par le Comte Henry de Gérin-Ricard. De 1964 à 1972, Paul Agostini étudie le site et publie une thèse intitulée « L'oppidum pré-romain des Baou de Saint-Marcel à Marseille (VIIe-IIe siècle avant notre ère)». Les fouilles sont reprises ensuite par Guy Rayssiguier et C. Guichard. Ces derniers travaux ont permis de revenir sur l'hypothèse de François Villard, selon laquelle cet oppidum serait un poste de surveillance massaliote destiné à protéger les alentours de la cité marseillaise. Le site semble bien être un habitat indigène en rapport étroit avec Marseille, mais rien ne dit qu'il lui était soumis.
Les vestiges de l'oppidum et les sols alentour pouvant faire l'objet de découvertes archéologiques font l’objet d’une inscription au titre des monuments historiques depuis le 23 août 1990.

## Description

### Structure de l'habitat
Le rempart offre un ensemble monumental, plusieurs fois remanié après sa construction en lauzes de travertin dès le deuxième quart du VIe siècle av. J.-C. Une technique locale a été utilisée pour sa construction, associant une courtine à une tour ovoïde. Le rempart nord présente une courtine de 2,5 m d'épaisseur, construite en blocs irréguliers de tuf de 0,6 x 0,5 m.
Dès la deuxième moitié du VIe siècle av. J.-C. des habitations constituées d'une seule pièce d'une superficie moyenne de 12 m2 sont construites. Le mode de construction n'évolue pas au cours des siècles : la base des murs est constituée de deux parements de moellons de tuf de travertin liés par de l'argile.

### Chronologie de l'occupation
Les recherches montrent une occupation du plateau au moins à partir de 575 av. J.-C. avec la construction d'un premier rempart défensif. Ce système est renforcé jusqu'à la fin du IVe siècle av. J.-C. Entre le milieu du IVe et le début du IIe siècle av. J.-C., le site connait une occupation restreinte sans être totalement abandonné. Une reprise des activités architecturale et économique est constatée entre -150 et le dernier quart du IIe siècle av. J.-C. L'agglomération est définitivement abandonnée vers la fin du IIe siècle av. J.-C.

### Bilan matériel
La céramique non tournée est la plus représentée. Les formes les plus courantes sont l'urne, la coupe et la jatte. Des céramiques tournées régionales sont également présentes : céramiques grises monochromes (coupes et cratères) et céramiques à pâte claire locale imitant des vases campaniens. Des céramiques d'importation méditerranéennes sont aussi présentes. Jusqu'au début du Ve siècle av. J.-C., les importations proviennent de Grèce et d'Étrurie. Entre le deuxième quart du Ve siècle av. J.-C. et la fin du Ve siècle av. J.-C., les importations concernent surtout les productions attiques, représentées par la céramique à vernis noir et plus rarement par des vases à figures rouges. La fin du IIe siècle av. J.-C. voit surtout l'arrivée des productions italiques avec des céramiques campaniennes. Les importations d'origine ibérique sont rares, avec quelques céramiques grises de la côte catalane et des vases ibériques peints.